# Nuckolls megye
Nuckolls megye az Amerikai Egyesült Államokban, azon belül Nebraska államban található. Megyeszékhelye Nelson, legnagyobb városa Superior. Lakosainak száma 4095 fő (2020. április 1.).

## Szomszédos megyék
- Clay megye (észak)
- Fillmore megye (északkelet)
- Thayer megye (kelet)
- Republic megye (délkelet)
- Jewell megye (délnyugat)
- Webster megye (nyugat)

## Népesség
A megye népességének változása:
| Lakosok száma | 4507 | 4452 | 4442 | 4413 | 4329 | 4095 |
|               | 2010 | 2011 | 2012 | 2013 | 2015 | 2020 |